# Pătârlagele
Pătârlagele ist eine Kleinstadt im Kreis Buzău in Rumänien.

## Lage
Pătârlagele liegt im Tal des Flusses Buzău im Vorland der Ostkarpaten. Die Kreishauptstadt Buzău befindet sich etwa 40 km südöstlich.

## Geschichte
Pătârlagele wurde vermutlich im 12. Jahrhundert gegründet.  Der erste schriftliche Nachweis stammt aus den Jahren 1524 bis 1527.   Der Ursprung des Namens ist unklar; eine Theorie besagt, dass sich hier im 13. Jahrhundert ein Lager von Rittern des Deutschen Ordens aus dem Burzenland befunden hat. Demnach soll sich die heutige Ortsbezeichnung aus den Begriffen „Peter“ und „Lager“ zusammensetzen.
Der Ort lag an der Kreuzung mehrerer, in die umliegenden Gebirge führender Wege und entwickelte sich zu einem lokalen Handelszentrum. 2004 wurde Pătârlagele zur Stadt erklärt.

## Bevölkerung
Bei der Volkszählung 2002 wurden in Pătârlagele 8290 Einwohner registriert, darunter 2651 in der eigentlichen Stadt und die übrigen in den 14 eingemeindeten Orten. 8251 waren Rumänen, 27 Roma und 9 Ungarn.

## Verkehr
Pătârlagele liegt an der 1908 errichteten Bahnstrecke Buzău–Nehoiașu. Durch die Stadt führt die Nationalstraße DN10 von Brașov (Kronstadt) nach Buzău. Von Pătârlagele verkehren regelmäßig Busse nach Buzău.

## Sehenswürdigkeiten
- Holzkirche im Ortsteil Mușcel (1666)
- Holzkirche im Ortsteil Gornet (18. Jahrhundert)
- Kirche im Ortsteil Mărunțișu (18. Jahrhundert)
- Kirche im Ortsteil Sibiciu de Sus (18. Jahrhundert)